# Château de Sablé
Le château de Sablé, bâti au bord de la Sarthe sur la commune française de Sablé-sur-Sarthe dans le département de la Sarthe, a été entièrement reconstruit au XVIIIe siècle par Jean-Baptiste Colbert de Torcy.

## Histoire
Un château-fort dont il ne reste que des vestiges est attesté dès le Xe siècle. Le logis qui avait été reconstruit au XVe ou au XVIe siècle a lui aussi été détruit.

### Féodalité
On connaît l'inféodation qui fut faite par le comte du Maine à une époque où il n'était pas encore dans la sujétion du comte d'Anjou. A l’origine, la ville et le château de Sablé dépendaient directement des comtes du Maine. Le château de Sablé fut édifié au dernier tiers du Xe siècle par le comte du Maine, Hugues III du Maine (vers 960-1014), « comes Cenomanensis quando fecit castellum de Sabolio ». Il construisit ensuite l'église de Saint-Malo : « Fecit in eo ecclesiam Sancti Machuti » (Ibidem). Il le donna plus tard par inféodation au frère cadet de son vicomte Raoul IV de Beaumont-au-Maine (fl. vers 1010, et < 1040), Geoffroy, et c'est le seul don de cette nature qui ait été fait sûrement et intégralement dans le Maine par le comte, car Mayenne et même Laval n'ont pas été délégués sans ingérence du comte d'Anjou. On ne doit pas faire remonter plus haut l'inféodation, puisqu'il est dit expressément que c'est le constructeur qui en disposa et que d'ailleurs il n'est pas mention de château édifié plus anciennement dans la province (voir à l'article Sablé les errements sur une supposée 1re Maison de Sablé).
La famille qui tient au XIIe siècle ce territoire tire ses origines familiales des vicomtes du Maine. Le château fut inféodé à Geoffroy de Sablé, troisième fils de Raoul III de Beaumont-au-Maine, vicomte du Maine. Sa fille Avoi(s)e/Blanche de Sablé hérite de ses biens. Elle épouse Robert (Ier) le Bourguignon (vers 1035-1098 ; seigneur de Craon, fils cadet de Renaud (Ier) de Nevers et petit-fils maternel du roi Robert le Pieux), un proche du comte Geoffroy Martel, comte d’Anjou. Robert II (ou Ier), fils puîné d'Avoi(s)e et Robert (Ier), fonde la Maison de Craon-Sablé : voir ci-dessous.
Le château qui formait le centre de la châtellenie était construit sur un emplacement parfaitement choisi, formant promontoire entre la Sarthe et la Vaige. Il a été remplacé par une construction qui comprenait double enceinte, cour intérieure et boile. On a dit que le donjon encastré dans ces murs fit d'abord partie de la forteresse primitive. L'abbé Angot ne le croit pas ; sa forme pentagonale et son style, ses ornements et sa base très évasée ne sont pas du Xe siècle ni du XIe siècle. Par contre, il admet que le large fossé qui cerne le côté nord du château, est celui qui défendait aussi le châtelier du Xe siècle, époque où il fut construit, du seul côté accessible, puisque les deux autres faces étaient protégées par l'escarpement naturel des vallées de la Sarthe et de la Vaige. Les remblais qui côtoyaient les fossés ont seuls disparu.
Seigneurs barons, : 
- Robert II-Ier de Nevers-Craon-Sablé (voir ci-dessus), fl. vers 1100, x Hersende dame de La Suze, † après 1110, fille d'Herbert de La Suze et d'Erembourg < leur fils Lisiard, † après 1130, x Tiphaine Chevrière de Briollay, sœur d'Exilie/Exulate dame de Château-Gontier, et fille de Geoffroi sire de Briollay et Sermoise/Sermaise < Robert III, fondateur de l'abbaye de Bellebranche en 1152, Hersende/Emma d'Anthenaise < Robert IV, † 1193, Grand maître du Temple, x 1174 Clémence de Mayenne, fille de Geoffroy III de Mayenne et d'Isabelle de Meulan :
  - < leurs enfants Geoffroi de Cornillé, † vers 1200 ; et Marguerite de Sablé (1175-1238), femme du sénéchal Guillaume des Roches (vers 1155/1160-1222) < leur fille aînée, Jeanne des Roches, † 1240/1241, dame de Sablé, Briollay, Châteauneuf-sur-Sarthe, Précigné, Brion, Agon et La Roche-aux-Moines, sénéchale héréditaire d'Anjou-Maine-Touraine, sœur de Clémence des Roches dame de Château-du-Loir, Mayet, La Suze et Louplande, x vers 1212 son lointain cousin Amaury Ier de Craon (vers 1170-1226), aussi seigneur de Chantocé et d'Ingrandes < parents de Maurice IV de Craon (ci-après)
- Maurice IV de Craon (vers 1226-1250), x vers 1243 Isabelle de la Marche, fille d'Hugues X de Lusignan, comte de la Marche, et d'IsabelleTaillefer, comtesse d'Angoulême et reine consort d'Angleterre < Amaury II (v. 1244-1270), puis son frère cadet Maurice V de Craon (ap. 1244-1293), x Mahaut fille de Gauthier Berthout de Malines < Amaury III de Craon (v. 1280-1322), x Isabelle fille de Guillaume IV de Sainte-Maure, dame de Ste-Maure, Nouâtre, Pressigny et Marcillac < Maurice VII (vers 1304-1330), x Marguerite de Mello dame de Jarnac et Ste-Hermine < Amaury IV de Montfort de Craon (1326-1373), sans postérité légitime de Péronnell, vicomtesse de Thouars et comtesse de Dreux, cède vers 1371 Sablé et Précigné à Louis Ier duc d'Anjou, comte du Maine et de Provence, frère puîné du roi Charles V, contre 10 000 francs d'or. La sœur d'Amaury IV, Isabeau de Craon (vers 1330-1394), continue les sires de Craon qu'elle apporte à son troisième mari Louis de Sully, et confirme la vente de Sablé et Précigné aux duc d'Anjou puis d'Orléans, le 16 juin 1376 puis en 1394.
- 1373/1376 : Louis Ier d'Anjou (1339-1384) ci-dessus, x Marie de Châtillon-Blois-Bretagne dame de Mayenne et de Guise, plusieurs fois descendante des anciens vicomtes du Maine/de Beaumont. Mais, dans le contexte troubles des affaires de Bretagne et de la Guerre de Cent Ans, ayant besoin d'argent pour soutenir les prétentions au trône de Naples des ducs d'Anjou, la régente d'Anjou-Maine — son fils Louis II est alors mineur — Marie de Châtillon, doit vendre la baronnie de Sablé et Précigné le 13 juin 1390 à Pierre de Craon le Grand (vers 1345-vers 1409 ; seigneur de La Ferté-Bernard, fils de Guillaume Ier le Grand et petit-fils d'Amaury III ci-dessus). Ce dernier se dessaisit d'ailleurs de Sablé et Précigné le 11 mai 1392 au profit du duc Jean IV de Bretagne (dans le contexte de la deuxième tentative d'assassinat sur le connétable Olivier de Clisson le 13 juin 1392), puis Marie parvient à les racheter au duc Jean le 25 mai 1394, avant de les céder à nouveau la même année contre 25 000 francs d'or à Louis, duc d'Orléans (1372-1407) — neveu de Louis Ier d'Anjou et frère cadet de Charles VI qui l'a gratifié en 1393 de La Ferté-Bernard, saisie sur Pierre de Craon vers juillet 1392 en punition de l'attentat contre le connétable de Clisson — puis de les récupérer encore en 1398.
- Alors la famille d'Anjou retrouve Sablé : Louis II d'Anjou (1377-1417), fils de Marie et Louis Ier ci-dessus, x Yolande d'Aragon < Louis III d'Anjou (1403-1434) ; puis son frère le bon roi René d'Anjou duc de Bar (1409-1480 ; x Isabelle de Lorraine) ; enfin leur frère benjamin Charles, comte du Maine et de Guise (1414-1472 ; x Isabelle de Luxembourg-Saint-Pol, sœur du connétable Louis de Luxembourg-St-Pol et dame de Nogent-le-Rotrou), baron de Sablé par don de René d'Anjou en 1441 avec Mayenne-la-Juhel et La Ferté-Bernard. Dans le contexte de la Guerre de Cent Ans, sur l'ordre du connétable Arthur de Richemont fils cadet de Jean IV de Bretagne, Sablé est défendue contre les Anglais de Talbot et Bedford par Ambroise de Loré, Gilles de Rais (petit-cousin de Pierre de Craon ci-dessus) et Jean Ier de Beaumanoir-Lavardin. Mais dans les années 1430, il y aura une lutte armée au sein du parti français pour s'assurer la forteresse de Sablé, sans doute comme châtelain, entre André de Lohéac et Jean V de Bueil.
  - Ensuite, Sablé passe à d'autres descendants de Louis II d'Anjou x Yolande d'Aragon ci-dessus : d'abord Louis XI (neveu de Louis III, René et Charles IV d'Anjou par sa mère la reine Marie) ; puis Charles V d'Anjou-Maine (1446-1481 ; fils de Charles IV x Isabelle de Luxembourg-Saint-Pol) et ses neveux, fils de sa sœur Louise x Jacques d'Armagnac comte de la Marche et duc de Nemours, qui sont comtes et comtesses de Guise et de Pardiac, sires de Nogent-le-Rotrou, barons de Sablé et de Mayenne  : Jacques, Jean, Louis, Marguerite (x le maréchal Pierre de Rohan-Gié, père de Charles ci-après), Catherine et Charlotte d'Armagnac (cette dernière † en août 1504 ; x Charles de Rohan-Gié qui, veuf, s'intitule encore baron de Sablé en 1514, et † en 1528) ;
  - enfin la Maison de Lorraine et ses cadets de Lorraine-Guise, issus du roi René d'Anjou x Isabelle de Lorraine : le duc René II, 1451-1508, petit-fils des précédents, x Philippa de Gueldre, † 1547 < le duc Antoine, qui donne Sablé à son frère cadet Claude duc de Guise, † 1550, marquis de Mayenne  en 1540 (avec Sablé et La Ferté-Bernard), père de François de Guise, † 1563, lui-même père d'Henri le Balafré assassiné en 1588, qui cède Sablé à son frère cadet Charles de Mayenne (1554-1611 ; Sablé fait alors partie de son duché de Mayenne, érigé en 1573). Ce dernier vend pour 90 000 livres le 29 novembre 1593 (on trouve aussi 1594), la baronnie de Sablé au maréchal Urbain Ier de Laval-Bois-Dauphin (d'un rameau cadet de la branche de Loué des Montmorency-Laval, issu de Thibaut ; Urbain de Laval, 1557-1629, sire de Précigné et Bois-Dauphin, descendait aussi des anciens vicomtes du Maine/de Beaumont ; ligueur actif dans le Maine, puis rallié à Henri IV). Urbain de Laval est fait marquis de Sablé en janvier 1602.

### XVIIIesiècle
- Philippe-Emmanuel de Laval-Bois-Dauphin, † 1640, x Madeleine de Souvré (la marquise de Sablé, 1599-1678, fille du maréchal Gilles, célèbre salonnière, femme de lettres, sympathisante des jansénistes, grand-tante par alliance du ministre Louvois[9]) hérite le marquisat de Sablé de son père le maréchal Urbain < Urbain II de Laval-Bois-Dauphin, † en décembre 1661 : il vend Sablé et Bois-Dauphin le 29 août 1648 à Jean IX de Longueil de Maisons (vers 1625-1705), fils de René, président au Parlement, qui les cède lui-même le 14 novembre 1652 à Abel Servien (1593-1659), x Augustine Le Roux († 1652 ; veuve de Jacques III Hurault de Vibraye), surintendant des Finances, baron de Meudon en 1654. Le marquisat de Sablé, avec Précigné, est confirmé à Servien en juin 1656.
- À Abel Servien succèdent ses fils Louis-François (1644-1710), puis Augustin Servien, abbé de Saint-Jouin et du Perray-Neuf, qui vend le marquisat de Sablé le 24 janvier ou février 1711 à Jean-Baptiste Colbert de Torcy (1665-1746), x Catherine-Félicité fille de Simon Arnauld de Pomponne, secrétaire d'État aux Affaires étrangères, neveu du Grand Colbert.
- À Jean-Baptiste Colbert de Torcy succèdent son fils Jean-Baptiste Joachim Colbert marquis de Croissy et de Torcy (1703-1777 ; x Henriette-Bibienne Franquetot, fille du maréchal François de Franquetot de Coigny), puis son petit-fils Jean-Baptiste-François-Menelai Colbert marquis de Croissy et de Sablé (1728- après 1789 ; fils des précédents)

Le château actuel a été construit de 1715 à 1750 pour le marquis de Sablé, J.B. Colbert de Torcy, par l'architecte Desgots.
Après la Révolution, les héritiers sont : Henriette-Bibienne Colbert (1727-1805 ; sœur aînée de Jean-Baptiste-François-Menelai), x 1746 le marquis Guy-François de La Porte de Riantz (1719-1795) ; parents de Bibienne-Antoinette (née en 1746) et d'Amador-François-Charles de La Porte de Riantz (1760-1835), lui-même époux en 1789 d'Adélaïde-Colombe Le Peletier de St-Fargeau (vers 1772-1790 ; demi-sœur de Louis-Michel) et père d'Adélaïde-Charlotte-Colombe de La Porte de Riantz (1790-1852), épouse d'Augustin-Charles-Camille marquis de Rougé (1784-1865 ; fils de François-Pierre-Olivier) : d'où postérité.
En 1864, la famille d'Albert de Luynes de Chevreuse acquiert le château.
Des remaniements ont été effectués vers 1870-1875 par l'architecte (en fait inspecteur des Beaux-Arts, conservateur du Musée du Louvre et poète) Georges Lafenestre et par le sculpteur Carrier-Belleuse pour le duc de Chaulnes (Paul-Marie-Honoré d'Albert de Luynes, 1852-1881, qui descendait aussi des anciens vicomtes du Maine/de Beaumont, du sénéchal Guillaume des Roches, et des Craon) : surtout des embellissements intérieurs salon d'honneur, des décors peints, les armoiries familiales, l'escalier de marbre, mais aussi des mascarons et le fronton...). Hôpital de campagne pendant la Première Guerre mondiale, le château est acheté par l'industriel nordiste Jules-Éloi Williot en 1918, qui le reconvertit en 1919 — jusqu'en 1962 — en manufacture de chicorée (sa famille avait déjà fondé en 1880 une manufacture de ce type à Poix). En 1967, il est acquis par la ville de Sablé, avant d'être cédé à l’État ; en 1980, il devient atelier de restauration du livre et de sauvegarde des documents de la Bibliothèque nationale (BNF ; centre technique de conservation Joël-Le-Theule),.
Il est protégé depuis le 16 octobre 1983 au titre des Monuments historiques : ainsi, les façades et toitures de ses parties communes font l'objet d'une inscription, tandis que les façades et toitures du château proprement dit, ainsi que plusieurs de ses pièces avec leur décor (le hall d'entrée, la salle à manger, la chambre sur la terrasse à gauche avec son antichambre, le salon et les trois pièces de l'appartement derrière le grand escalier au rez-de-chaussée), de même que son grand escalier, l'escalier de son ancienne chapelle et son salon-bibliothèque à l'étage, la tour du Trésor, les remparts et le bâtiment des écuries, la poterne et les autres restes de l'enceinte médiévale, y compris la terrasse du château, et enfin le sol des anciens parc et jardin à la française, font l'objet d'un classement.

### Centre technique de la Bibliothèque nationale de France

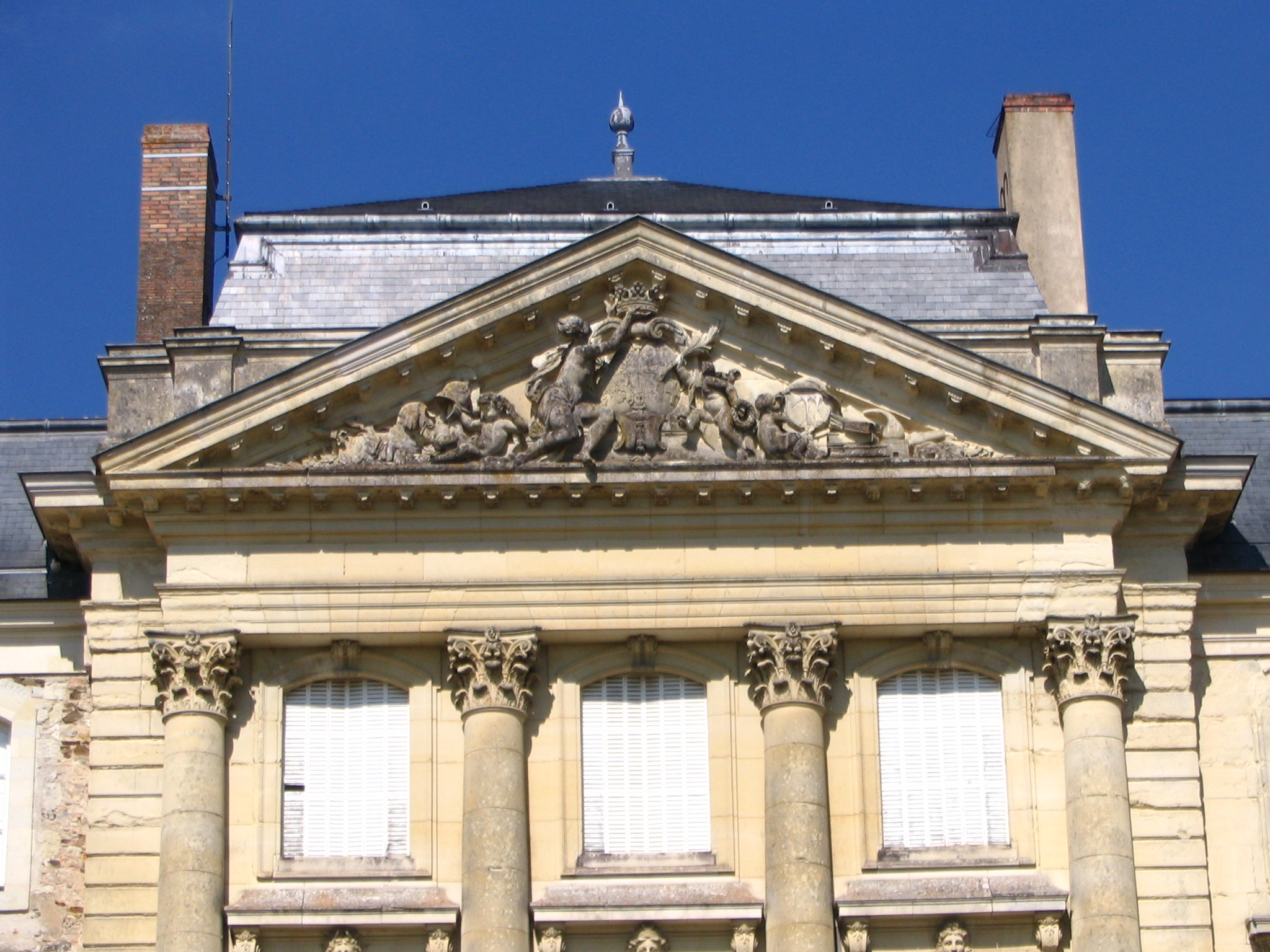
Fronton du château de Sablé.

Le château accueille depuis les débuts des années 1980 un centre technique décentralisé de la Bibliothèque nationale de France destiné à la conservation et à la restauration des documents imprimés : le centre Joël Le Theule (du nom de Joël Le Theule, homme politique natif de Sablé), en application des recommandations faites dans le rapport Caillet.
Ce rapport de 1979 a donné la volonté de sauver un nombre élevé de livres ce qui supposait l'application de techniques particulières et l'adaptation de techniques plus traditionnelles. Le centre technique de Sablé accueille les activités de catalogage, de numérisation, de traitement chimique, de conservation préventive et restauration et de reliure originale.
La numérisation de masse remplace dès 2007-2008 la reproduction argentique des collections d'imprimés, tandis qu'une autre forme de numérisation plus fine reproduit des documents spécialisés tels que les manuscrits, les cartes, les affiches anciennes, les daguerréotypes, les autochromes, les papiers peints anciens etc.
Le traitement chimique a pour mission de traiter en neutralisant l'action des acides qui rongent le papier, mais ce système n'est pas satisfaisant.
La restauration consiste à redonner au papier une résistance mécanique. C'est le rôle du doublage à l'aide d'un matériau neutre transparent. Le document est alors prêt pour retrouver un aspect plus proche de son aspect d'origine.
La reliure est destinée à fournir une protection de longue durée à ces papiers fragiles.

## Architecture
La partie médiévale comporte un logis à un étage carré et un étage de comble desservis par un escalier en vis et un escalier droit extérieur, des communs, un donjon avec pont-levis, une tour dite du trésor, et une enceinte datée du XIIIe ou du XIVe siècle partiellement détruite vers 1773. Le logis comporte une chapelle en retour d'équerre remaniée au XVIIe siècle.
Le château, construit pour le marquis de Sablé au début du XVIIIe siècle, est constitué d'un corps de logis carré à deux étages et étage de combles avec tourelles coiffées d'un bulbe abritant les latrines. Le fronton a été sculpté par Carrier Belleuse, les sculptures des élévations sont dues à le Vayer et celles de la chapelle à le Touvenin.

## Parc et jardins
Le jardin régulier avec bassin réalisé au début du XVIIIe siècle a été partiellement détruit à la fin du XIXe siècle et transformé en jardin paysager orné d'un portail en ferronnerie.
Le jardin d'agrément et le parc du château de Sablé, inscrits au pré-inventaire des jardins remarquables, ont été classés monuments historiques le 18 octobre 1983.